# 동경 (고려)
동경(東京)은 오늘날 경주시에 위치했던 고려의 경이다. 왕건이 신라를 병합한 후에는 경주로 불렸고, 987년에 동경(東京)으로 개칭되며 경으로 격상하였지만, 현종대인 1012년 다시 경주로 개칭되며 경 지위를 잃게 되었다.